# 陳向熙 (模特兒)
陳向熙（Nora Chen，1993年01月31日—），原名陳婕綸，台灣知名女性模特兒，曾於2012年角逐由伊林模特兒經紀公司舉辦的第一屆「伊林璀璨之星」選拔，並摘取后冠。

## 演藝生涯

### 從餐飲業踏上伸展台
陳向熙在參加「伊林璀璨之星」甄選前，原本是一位在牛排館打工的女服務生，她在比賽中幸運地從數千位參賽者中脫穎而出，獲取第一名的佳績，且在入行的第一年就接到上百個通告的機會。當時年僅十九歲，家住台中的陳向熙，還在就讀彰化建國科技大學，因疲於往返奔波於台北、台中與彰化三地，故而辦理休學，專心經營模特兒事業。2015年因個人健康因素，先暫停模特兒工作，專心調養身體。

## 重機女模
個性偏陽剛的陳向熙，從小就是家裡三姊妹中性格比較像男生的。除了具有像男生的個性外，她的某些嗜好也與一般女生大異其趣，例如愛好騎大型重型機車(在台灣泛指排氣量超過 251cm³ 以上的重型機車)，她也是目前台灣少數擁有大型重型機車駕照的女性。以她176公分的身高，53公斤的體重，操控一台兩百多公斤以上的大型重機，倒也能駕輕就熟。

## 作品

### 電視劇
- 2018 涼生，我們可不可以不憂傷 (飾 薇安)

### MV
- 2013 溫昇豪 《何苦》 MV
- 2013 陶晶瑩 《真的假的》 MV
- 2018 鍾漢良 《不憂傷的愛》 MV

### 長篇電影
- 2018 《范保德》(飾 Nico)

### 舞蹈
- 2016~2018 鍾漢良樂作人生演唱會舞者

### 電視節目
- 康熙來了 2013.01.01 沒心機怎麼闖出一片天
- 康熙來了 2014.04.01 妻管嚴 小確幸盲選會

### 電視廣告
- 2014 《紅薑黃先生》首支電視廣告

### 平面雜誌
- 2013 FHM男人幫 Happy Together
- 2014 GQ Magazine 男人的仲夏夜美夢
- 2014 MacToday 麥克經 七月號封面人物

### SHOW
- 2013 台北世貿資訊月 EPSON
- 2013 台北電腦應用展
- 2013 台北忠孝SOGO聯合品牌走秀
- 2013 華歌爾新品發表會
- 2013 斯薇爾內衣發表會
- 2014 台北車展 MITSUBISHI MOTORS
- 2014 台北電腦應用展
- 2014 LOEWE VIP 秀
- 2014 曼黛瑪璉秋冬挺瘦雙弧新品發表會
- 2014 台北魅力展
- 2014 Laure'l 2014 春夏新裝發表
- 2014 奧黛莉 Audrey 內衣發表會
- 2014 運動品牌聯合秀 (新光三越)
- 2015 台北資訊月 EPSON